# Стереотекст
Стереотекст (stereo-text, від грец. stereos — об'ємний, тілесний, просторовий) — поєднання різномовних текстів для повнішого представлення одного комплексу ідей. У ньому використовуються можливості різних мов для втілення однієї ідеї або образу. Цей вид тексту, як правило, складається з двох або кількох паралельних текстів, які трактують один предмет і є вільними перекладами один одного.